# モントリオール世界映画祭
モントリオール世界映画祭（モントリオールせかいえいがさい、Festival des Films du Monde - Montréal）は、毎年8月下旬から9月初頭にかけてカナダのモントリオールで開かれる国際映画製作者連盟（FIAPF）公認の国際映画祭。1977年から開催されており、トロント国際映画祭と並び北米最大規模の映画祭である。創設者は選定ディレクターでもあるセルジュ・ロジーク。

## 概要
近年は、8月末から9月初旬に行われるヴェネツィア国際映画祭、9月に開催されるトロント国際映画祭と開催時期が重なるようになり、ワールドワイドな求心力を失いつつある。しかし、それらの映画祭を上回る例年350以上の作品が上映され、来場者数250,000人はトロントの321,000人に及ばないもののヴェネツィアの174,000人を凌ぐ規模を維持している。ただしモントリオールはフランス語圏であるためフランス映画の出品が多く、アメリカ映画の出品は少ない。

## 最優秀作品賞受賞作品
| 開催年            | 題名 原題                                              | 監督                         | 制作国                       |
| ----------------- | ------------------------------------------------------ | ---------------------------- | ---------------------------- |
| 1977年 （第1回）  |                                                        |                              |                              |
| 1978年 （第2回）  | Ligabue                                                | サルヴァトーレ・ノティカ     | イタリア                     |
| 1979年 （第3回）  | 1 + 1 = 3                                              | ハイディ・ゲネー             | 西ドイツ                     |
| 1980年 （第4回）  | スタントマン The Stunt Man                             | リチャード・ラッシュ         | アメリカ合衆国               |
| 1980年 （第4回）  | Fontamara                                              | カルロ・リッツァーニ         | イタリア                     |
| 1981年 （第5回）  | The Chosen                                             | ジェレミー・ケーガン         | アメリカ合衆国               |
| 1982年 （第6回）  | スティング/ブリムストン&トリークル Brimstone & Treacle | リチャード・ロンクレイン     | イギリス                     |
| 1982年 （第6回）  | Tiempo de revancha                                     | アドルフォ・アリスタライン   | アルゼンチン                 |
| 1983年 （第7回）  | 未完の対局                                             | 佐藤純彌 段吉順              | 日本/ 中国                   |
| 1984年 （第8回）  | エル・ノルテ 約束の地 El Norte                         | グレゴリー・ナヴァ           | アメリカ合衆国               |
| 1985年 （第9回）  | わが父パードレ・ヌエストロ Padre nuestro               | フランシスコ・レゲーロ       | スペイン                     |
| 1986年 （第10回） | ベティ・ブルー 37°2 le matin                           | ジャン＝ジャック・ベネックス | フランス                     |
| 1987年 （第11回） | ケニー Kenny                                           | クロード・ガニオン           | カナダ/ アメリカ合衆国/ 日本 |
| 1988年 （第12回） | 読書する女 La Lectrice                                 | ミシェル・ドヴィル           | フランス                     |
| 1989年 （第13回） | 自由はパラダイス S.E.R. - Svoboda eto rai              | セルゲイ・ボドロフ           | ソビエト連邦                 |
| 1990年 （第14回） | 豚と天国 Caídos del cielo                              | フランシスコ・ロンバルディ   | ペルー/ スペイン             |
| 1991年 （第15回） | サーモンベリー Salmonberries                           | パーシー・アドロン           | 西ドイツ                     |
| 1992年 （第16回） | El lado oscuro del corazón                             | エリセオ・スビエラ           | アルゼンチン/ カナダ         |
| 1993年 （第17回） | Trahir                                                 | ラデュ・ミヘイレアニュ       | フランス/ ルーマニア         |
| 1994年 （第18回） | ワンス・ウォリアーズ Once Were Warriors                | リー・タマホリ               | ニュージーランド             |
| 1995年 （第19回） | ジョージア Georgia                                     | ウール・グロスバード         | アメリカ合衆国/ フランス     |
| 1996年 （第20回） | ディファレント・フォー・ガールズ Different for Girls   | リチャード・スペンス         | イギリス                     |
| 1997年 （第21回） | 運動靴と赤い金魚 بچه‌های آسمان                          | マジッド・マジディ           | イラン                       |
| 1998年 （第22回） | The Quarry                                             | マリオン・ヘンセル           | スイス/ ベルギー             |
| 1998年 （第22回） | 最後通告 Vollmond                                      | フレディ・M・ムーラー        | スイス/ フランス/ ドイツ     |
| 1999年 （第23回） | 太陽は、ぼくの瞳 رنگ خدا                               | マジッド・マジディ           | イラン                       |
| 2000年 （第24回） | もういちど Innocence                                   | ポール・コックス             | オーストラリア/ ベルギー     |
| 2000年 （第24回） | ムッシュ・カステラの恋 Le goût des autres              | アニエス・ジャウィ           | フランス                     |
| 2001年 （第25回） | 少女の髪どめ باران                                     | マジッド・マジディ           | イラン                       |
| 2001年 （第25回） | 捨てられて Torzók                                      | ショプシチ・アールパード     | ハンガリー                   |
| 2002年 （第26回） | わたしの一番幸せな日 Il Più Bel Giorno Della Mia Vita  | クリスティーナ・コメンチーニ | イタリア                     |
| 2003年 （第27回） | Kordon                                                 | ゴラン・マルコヴィック       | セルビア・モンテネグロ       |
| 2004年 （第28回） | シリアの花嫁 The Syrian Bride                          | エラン・リクリス             | イスラエル/ フランス/ ドイツ |
| 2005年 （第29回） | ザ・ホステージ Off Screen                              | ピーター・クイパース         | オランダ/ ベルギー           |
| 2006年 （第30回） | 長い散歩                                               | 奥田瑛二                     | 日本                         |
| 2006年 （第30回） | O Maior Amor do Mundo                                  | カルロス・ディエギス         | ブラジル                     |
| 2007年 （第31回） | ハンドルネームはベンX Ben X                            | ニック・バルサザール         | ベルギー/ オランダ           |
| 2007年 （第31回） | ある秘密 Un secret                                     | クロード・ミレール           | フランス                     |
| 2008年 （第32回） | おくりびと                                             | 滝田洋二郎                   | 日本                         |
| 2009年 （第33回） | Korkoro                                                | トニー・ガトリフ             | フランス                     |
| 2010年 （第34回） | Adem                                                   | ハンス・ヴァン・ヌッフェル   | ベルギー                     |
| 2011年 （第35回） | COME AS YOU ARE ありのままで HASTA LA VISTA            | ジョフリー・エントーヴェン   | ベルギー                     |
| 2012年 （第36回） | Where The Fire Burns                                   | イスマイル・グーンス         | トルコ                       |
| 2013年 （第37回） | カラカラ KARAKARA                                      | クロード・ガニオン           | 日本/ カナダ                 |
| 2013年 （第37回） | 幸せのありか Chce sie zyc                              | マチェイ・ピェプシツァ       | ポーランド                   |
| 2014年 （第38回） | Perfect Obedience                                      | ルイス・ウルキザ             | メキシコ                     |
| 2015年 （第39回） | マッド・ラブ Mad Love                                  | フィリップ・ラモス           | フランス                     |
| 2016年 （第40回） | ザ・コンスティテューション The Constitution            | ライコ・グゥルリッチ         | クロアチア                   |
| 2017年 （第41回） | アンド・サドゥンリー・ザ・ダウン And suddenly the dawn |                              | チリ                         |
| 2018年 （第42回） | カーティス Curtiz                                      |                              | ハンガリー                   |

## 日本作品の受賞
- 遥かなる山の呼び声 - 1980年、審査員特別賞
- 誘拐報道 - 1982年、審査員特別賞
- 天城越え - 1983年、主演女優賞（田中裕子）
- 深い河 - 1995年、エキュメニカル賞
- 眠る男 - 1996年、審査員特別大賞
- 愛を乞うひと - 1998年、国際批評家連盟賞
- 東京夜曲 - 1998年、最優秀監督賞（市川準）
- 鉄道員 - 1999年、主演男優賞（高倉健）
- いつか読書する日 - 2005年、審査員特別賞
- 誰も守ってくれない - 2008年、脚本賞（君塚良一/鈴木智）
- ヴィヨンの妻 〜桜桃とタンポポ〜 - 2009年、監督賞（根岸吉太郎）
- 悪人 - 2010年、最優秀女優賞（深津絵里）
- わが母の記 - 2011年、審査員特別大賞
- アントキノイノチ - 2011年、イノベーション・アワード
- 利休にたずねよ - 2013年、最優秀芸術貢献賞
- ふしぎな岬の物語 - 2014年、審査員特別大賞、エキュメニカル審査員賞
- そこのみにて光輝く - 2014年、最優秀監督賞（呉美保）
- たたら侍 - 2016年、ワールドコンペティション部門 最優秀芸術賞[1]
- 幼な子われらに生まれ - 2017年、審査員特別大賞
- 散り椿 - 2018年、審査員特別大賞
- 終わった人 - 2018年、最優秀男優賞（舘ひろし）